# Paratettix obliteratus
Paratettix obliteratus is een rechtvleugelig insect uit de familie doornsprinkhanen (Tetrigidae). De wetenschappelijke naam van deze soort is voor het eerst geldig gepubliceerd in 1951 door Bey-Bienko.